# Psammocarcinus
Psammocarcinus hericarti, Psammocarcinidae
Famille
Genre
Espèce
Psammocarcinus est un genre éteint de crabes ayant vécu au cours de l'Éocène, le seul  de la famille des Psammocarcinidae.
Une seule espèce est rattachée au genre : Psammocarcinus hericarti.